# كارل ماركوفيتش
كارل ماركوفيتش (بالألمانية: Karl Markovics)‏ (و. 1963 – م) هو ممثل، ومخرج سينمائي، وكاتب سيناريو، وممثل مسرحي، وممثل أفلام من النمسا . ولد في فيينا.

## جوائز
حصل على جوائز منها:
- رومي.

## روابط خارجية
- كارل ماركوفيتش على موقع IMDb (الإنجليزية)
- كارل ماركوفيتش على موقع روتن توميتوز (الإنجليزية)
- كارل ماركوفيتش على موقع مونزينجر (الألمانية)
- كارل ماركوفيتش على موقع ألو سيني (الفرنسية)
- كارل ماركوفيتش على موقع أول موفي (الإنجليزية)
- كارل ماركوفيتش على موقع قاعدة بيانات الأفلام السويدية (السويدية)
- كارل ماركوفيتش على موقع ديسكوغز (الإنجليزية)
- كارل ماركوفيتش على موقع قاعدة بيانات الفيلم (الإنجليزية)
- كارل ماركوفيتش على موقع كينوبويسك (الروسية)